# Худойназаров, Бахтиёр Бабаджанович
Бахтиёр Бабаджа́нович Худойназа́ров (29 мая 1965, Душанбе — 21 апреля 2015, Берлин) — советский, таджикский и российский кинорежиссёр, сценарист и кинопродюсер.

## Биография
Родился 29 мая 1965 года в Душанбе. Работал журналистом на радио и телевидении, ассистентом режиссёра на киностудии «Таджикфильм».
В 1989 году окончил режиссёрский факультет ВГИКа, мастерская Игоря Таланкина.
Я, по сути, очень советский человек. Я не принял того, что произошло с моей страной – СССР. Мы говорили про это с Эмиром Кустурицей – он так же страдал после распада Югославии. Он стал жить в Париже, иногда – в Сербии. Я живу в Берлине и в Москве. Многие говорят, что в Советском Союзе всё было плохо, все друг друга ненавидели. Но я как художник этого не видел! Мой родной Душанбе был интернациональным городом. Мы не обращали внимания на какую-то КПСС – она жила где-то своей жизнью, а мы своей.
Бахтиёр Худойназаров — единственный из среднеазиатских режиссёров, который в 1990-е годы сделал имя таджикскому кинематографу и вышел в европейское пространство. Его первый полнометражный игровой фильм «Братан» (1991) был снят в жанре road-movie в пустыне Средней Азии. По мнению кинокритика Андрея Плахова, в этой скромной чёрно-белой студенческой работе «предугадано то ощущение бездомности и сиротства, что вскоре охватит Таджикистан, вовлечённый в войну с самим собой». Фильм получил ряд призов на международных кинофестивалях. Второй фильм «Кош-ба-кош» (1993), снятый во время межнациональных конфликтов в Таджикистане, рассказывал «про молодую жизнь, которая пытается привыкнуть к войне, про всё те же одиночество и бездомность, про любовь» и был отмечен «Серебряным львом» кинофестиваля в Венеции. Трагикомедия «Лунный папа» (1999) по сценарию Ираклия Квирикадзе с Чулпан Хаматовой и Морицем Бляйбтроем в главных ролях стала его наиболее известной режиссёрской работой. Андрей Плахов увидел в ленте «цветистую экзотичность в духе Параджанова — Маркеса — Кустурицы». Но кинокритик отмечает, что «Бахтиёр Худойназаров далеко ушёл и от поэтического реализма, и от мифологизации провалившегося в прошлое самодостаточного советского космоса. По ходу сюжета фильм не раз меняет жанровые ориентиры, перепады интонации колеблются в интервале от пафоса до стёба. В чём, безусловно, угадываются неотъемлемые признаки маньеризма как ведущего стиля западного кино».
Мировая премьера следующего фильма Бахтиёра Худойназарова, трагикомедии «Шик», состоялась в рамках Берлинского кинофестиваля в 2003 году. Фильм также участвовал в конкурсной программе фестиваля «Кинотавр», где был награждён Гран-при.
В 2012 году режиссёр снял экологическую драму «В ожидании моря», «притчу об ушедшем море, о земле, ставшей пустыней, и о капитане, который упрямо тащит через мёртвые пески своё судно к вожделенным водным просторам». Обозреватель «Независимой газеты» Дарья Борисова увидела в фильме «собирательный образ постсоветской окраины, где растерянные люди разных национальностей живут воспоминаниями». Сам режиссёр понимал картину как метафору утраченных человеческих ценностей: «Мы потеряли море внутри нас и теперь сохнем, становимся как пустыня и степь, где гуляет один только ветер — пыльный и солёный». Это вторая часть предполагаемой трилогии об евразийском пространстве (первая часть — «Лунный папа», третья часть задумывалась по сценарию Олега Антонова «Живая рыба»). В картинах создаётся образ особого места, пограничья, где сходятся разные страны. 

Я люблю пограничье. Там интересное напряжение. Сосуществуют разные народы, культуры. Они пытаются вместе жить, что-то создавать или, наоборот, разрушать. В воздухе что-то витает. Место на краю. Как человек на краю решения, кризиса. И в этой точке интересно его изучать.— Бахтиёр Худойназаров
Фильм «В ожидании моря» был показан на открытии VII Римского кинофестиваля.
Последней работой режиссёра стал остросюжетный телесериал «Гетеры майора Соколова», также ставший последним и для исполнителя главной роли Андрея Панина и отмеченный номинациями на несколько кинопремий.
С 1993 года Бахтиёр Худойназаров делил жизнь между Москвой и Берлином. 20 октября 2014 года врачи диагностировали у него рак печени.
Бахтиёр Худойназаров скончался 21 апреля 2015 года в одной из клиник Берлина. Отпевание состоялось в православном храме Константина и Елены; торжественная панихида также прошла в православном храме Душанбе. Похоронен на Русском кладбище Тегель в Берлине.

## Фильмография

### Режиссёр
- 1986 — Шутники — короткометражный
- 1987 — Собачья охота — короткометражный, документальный
- 1988 — Веришь — не веришь — полнометражный, документальный
- 1991 — Братан
- 1993 — Кош-ба-кош
- 1999 — Лунный папа
- 2003 — Шик
- 2006 — Танкер «Танго» — телесериал
- 2012 — В ожидании моря
- 2014 — Гетеры майора Соколова — телесериал

### Продюсер
- 2003 — Шик
- 2006 — Танкер «Танго» — телесериал
- 2007 — Внук Гагарина
- 2008 — Оружие — телесериал

### Сценарист
- 1991 — Братан
- 1993 — Кош-ба-кош
- 1999 — Лунный папа

## Награды и номинации
- 1991 — МКФ молодого кино в Турине — приз за лучший фильм («Братан»)
- 1991 — МКФ в Мангейме («Братан»)[15]:
  - Гран-при
  - приз FIPRESCI
  - preis der katholischen Filmarbeit
- 1992 — КФ «Дебют» в Москве — приз президента Центра кино и телевидения для детей и юношества («Братан»)
- 1993 — МКФ в Венеции — приз «Серебряный лев» за лучшую режиссёрскую работу («Кош ба кош»)
- 1999 — МКФ в Токио — приз за художественное решение («Лунный папа»)
- 2000 — ОРКФ «Кинотавр» в Сочи — Главный приз «Золотая роза» («Лунный папа»)
- 2000 — МКФ «Лістапад» в Минске — специальные дипломы жюри — «За гармонию и поэтику киноязыка», «За магию кино» («Лунный папа»)
- 2001 — премия «Ника» за лучшую режиссёрскую работу и номинация на лучший фильм года («Лунный папа»)
- 2003 — ОРКФ «Кинотавр» в Сочи — Гран-при («Шик»)
- 2009 — номинация на премию «Золотой орёл» за лучший телефильм или мини-сериал (до 10 серий включительно) («Танкер „Танго“»)
- 2014 — XV Международный телекинофорум «Вместе» (Ялта) — приз за лучшую режиссёрскую работу[16] («Гетеры майора Соколова»)
- 2015 — номинация на премию «Золотой орёл» за лучший телефильм или мини-сериал (до 10 серий включительно)[17] («Гетеры майора Соколова»)
- 2015 — номинация на Профессиональный приз Ассоциации продюсеров кино и телевидения в области телевизионного кино за лучший телевизионный мини-сериал (5-24 серии) («Гетеры майора Соколова»)